# Помойный пёс
Сильвестр Риттер (англ. Sylvester Ritter, 13 декабря 1952, Уэйдсборо — 1 июня 1998, Форест, Миссисипи) — американский рестлер.
Наиболее известен по работе в Mid-South Wrestling и World Wrestling Federation как Помойный пёс (англ. Junkyard Dog), прозвище, которое он получил, работая на автосвалке. Он был введен в Зал славы WWE в 2004 году.
Он выходил на ринг с цепью, прикрепленной к собачьему ошейнику, под песню Queen «Another One Bites the Dust». Его считают «первым чернокожим рестлером, которого сделали бесспорной главной звездой своего промоушена». Автор WWE Брайан Шилдс назвал Помойного пса одним из самых ярких и харизматичных рестлеров в стране, особенно во время его пика в начале 1980-х годов.

## Карьера в рестлинге

### Ранняя карьера (1976—1980)
Риттер дебютировал на территории Теннесси, работая на промоутера Джерри Джарретта, а затем перешел в компанию Ника Гуласа и стал выступать под именем Лерой Рочестер. Оттуда он перешел в Stampede Wrestling Стю Харта под именем Биг Дэдди Риттер, где дважды завоевывал титул чемпиона Северной Америки в тяжелом весе.

### Mid South Wrestling (1980—1984)
В начале 1980-х годов Риттер перешел в Mid-South Wrestling, где букер «Ковбой» Билл Уоттс дал ему имя и образ Помойного пса, поскольку он носил длинную цепь, прикрепленную к собачьему ошейнику, и белые ботинки. Первоначально он выходил на ринг, толкая тележку, наполненную хламом, которую называли «повозкой хлама», и проиграл большинство своих первых матчей, прежде чем его образ прижился и он стал главным фейсом в компании. Находясь на подъёме, он враждовал с одними из лучших хилов компании, включая печально известный эпизод с «Сказочными вольными птицами», когда они ослепили его кремом для волос. На пике вражды жена Риттера родила их первого ребёнка, что стало частью сюжетной линии. Было объяснено, что Пёс не мог видеть свою дочь, что усилило накал страстей против «Птиц» до такой степени, что они нуждались в полицейском сопровождении на арене и вне её. Вражда закончилась тем, что ослепший Мусорный пёс и лидер «Вольных птиц» Майкл Хейс в матче в стальной клетке в ошейниках.
В других заметных противостояних участвовали Эрни Лэдд, Тед Дибиси, Камала, Кинг-Конг Банди и Буч Рид. Вражда с ДиБиасом в 1982 году была особенно примечательна тем, что Дибиси, когда-то бывший другом и партнером Пса по команде, стал хилом и впоследствии выиграл матч «проигравший покидает город», в вынудив Риттера покинуть город на длительный период времени. В 1982 году Помойный пёс участвовал в перекрестном промо-матче NWA и AWA против Ника Боквинкеля, в котором он победил в упорной борьбе. После этого в регионе появился человек в маске, физически похожий на Пса, известный как Стаггер Ли, и начал побеждать соперников одного за другим, включая Дибиаси. Хотя Дибиаси и другие хилы сильно подозревали, что Стаггер Ли на самом деле Помойный пёс, они не смогли снять с него маску, чтобы доказать свои подозрения. Стаггер Ли исчез, как только истек срок действия условия «проигравший покидает город». Вражда с Бутчем Ридом была примечательна тем, что Рид, протеже Помойного пса, стал хилом. Рид с помощью Бадди Ланделла много раз нападал на Пса. В нескольких случаях они покрывали Пса куриными перьями. Эти двое провели ряд матчей, многие из которых были поединками за престижный титул чемпиона Северной Америки в тяжелом весе. Эти матчи также отличались своей жестокостью, среди них были «уличные драки в гетто», матчи с собачьими ошейниками и в стальной клетке. Помойный пёс был приглашен в WWF на пике вражды с Ридом.

### World Wrestling Federation (1984—1988)
Летом 1984 года Риттер ушел из Mid-South в World Wrestling Federation, где он был рестлером средней части шоу, но все ещё оставался фейсом с большой популярностью. Дебют Помойного пса состоялся 10 августа 1984 года на записи шоу Georgia Championship Wrestling, проходившей в «Киль Аудиториум», где он победил Макса Блю. Находясь в WWF, Пёс взял за привычку выступать с растущим числом молодых людей, часто выводил их на ринг после матчей и танцевал с ними. Он выступал на первой «Рестлмании I», победив интерконтинентального чемпиона Грега Валентайна, но не получил титул. Риттер выиграл турнир The Wrestling Classic, победив в финале Рэнди Сэвиджа по отсчёту. Этот турнир часто упоминается как первое шоу WWF на pay-per-view. Он покинул компанию в ноябре 1988 года.

### National Wrestling Alliance / World Championship Wrestling (1988—1993)
Риттер дебютировал в National Wrestling Alliance 7 декабря 1988 года на шоу Clash of the Champions IV. Он появился во время ссоры между «Русскими убийцами» и Иваном Колоффом и спас последнего.

## Смерть
Риттер погиб 1 июня 1998 года в возрасте 45 лет, попав в аварию на шоссе около Фореста, Миссисипи, когда возвращался домой с выпускного вечера своей дочери ЛаТойи в Уэйдсборо, Северная Каролина. Риттер оставался активным рестлером до момента своей смерти, появившись на шоу Extreme Championship Wrestling Wrestlepalooza 1998 всего за месяц до этого. Последним вкладом Риттера в рестлинг было обучение бывших рестлеров WWF Родни Мэка и Джазз. Его дочь, ЛаТойя Риттер, и сестра, Кристин Вудберн, представляли его, когда он был введен в Зал славы WWE в 2004 году. Он похоронен в Расселвилле, Северная Каролина.

## Титулы и достижения
- Mid-South Wrestling Association
  - Чемпион Луизианы Mid-South (3 раза)
  - Чемпион Северной Америки Mid-South в тяжёлом весе (4 раза)
  - Командный чемпион Mid-South (8 раз) — с Баком Робли (1), Терри Орндорффом (1), Киллером Карлом Коксом (1), Диком Мердоком (3), Майком Джорджем (1) и Мистером Олимпия (1)
- NWA Mid-America
  - Командный чемпион NWA Mid-America (1 раз) — с Джипси Джо
- Pro Wrestling Illustrated
  - Вдохновляющий рестлер года (1980)[6]
- Professional Wrestling Hall of Fame
  - С 2012 года
- Stampede Wrestling
  - Чемпион Северной Америки Stampede в тяжёлом весе (2 раза)
- United States Wrestling Association
  - Объединённый чемпион мира USWA в тяжёлом весе (1 раз)
- World Championship Wrestling
  - Чемпион мира среди команд из шести человек WCW (1 раз) — с Рикки Мортоном и Томми Ричем
- World Wrestling Federation / Entertainment
  - The Wrestling Classic (1985)
  - Зал славы WWE (c 2004 года)
  - Награды Slammy (1 раз)
    - Лучший одиночный рестлер (1986)
- Wrestling Observer Newsletter
  - Вражда года (1982) пр. Теда Дибиаси
  - Худшая вражда года (1990) пр. Рика Флэра
  - Худшая команда (1986) с Джорджем Стилом